# Mirepoix (Gers)
 Mirepoix  (en occitano Mirapeish) es una población y comuna francesa, ubicada en la región de Mediodía-Pirineos, departamento de Gers, en el distrito de Auch y cantón de Auch-Nord-Ouest.

## Demografía
| 177 | 171 | 154 | 150 | 162 | 171 |
| Para los censos de 1962 a 1999 la población legal corresponde a la población sin duplicidades (Fuente: INSEE [Consultar]) |     |     |     |     |     |